# Obezitate
Obezitatea este o maladie care se exprimă prin creșterea exagerată a greutății corporale (peste 25% față de greutatea normală), cauzată de acumularea unei cantități mari de grăsime în țesutul subcutanat și în jurul viscerelor. Poate fi exogenă, când este determinată de o alimentație excesivă sau endogenă, când apare în urma unor tulburări ale glandelor endocrine ori ale centrilor nervoși din hipotalamus. Constituie un factor de risc în diabetul zaharat, patologia cardiovasculară și arterioscleroză.
Obezitatea este o afecțiune medicală de nutriție și metabolism (schimb de materii) în care grăsimea corporală se acumulează în exces, astfel încât poate avea un efect negativ asupra sănătății, ducând la o speranță de viață redusă și probleme de sănătate. Oamenii sunt considerați obezi atunci când indicele de masă corporală (IMC), o mărime obținută prin împărțirea greutății unei persoane, exprimată în kilograme, la pătratul înălțimii acelei persoane, exprimată în metri, este mai mare de 30 kg/m2.
Obezitatea crește riscul de afecțiuni diverse, în special boli de inimă, diabet de tip 2, apnee obstructivă de somn, anumite tipuri de cancer, osteoartrită și astm. În multe cazuri, obezitatea este provocată de un consum excesiv de calorii, lipsa activității fizice și o predispoziție genetică și, în anumite situații, cauzele principale sunt genele, afecțiunile endocrine, medicamentația sau afecțiunile psihice. Este disputabil punctul de vedere conform căruia anumite persoane obeze mănâncă puțin, însă se îngrașă din cauza metabolismului lent; în medie, persoanele obeze consumă mai multă energie decât cele slabe, dată fiind energia necesară pentru a susține o greutate crescută.
Dietele și activitatea fizică sunt principalele ajutoare în tratamentul obezității. Calitatea regimului alimentar poate fi îmbunătățită prin reducerea consumului de alimente calorice, cum sunt cele bogate în grăsimi și zaharuri, și creșterea consumului de fibre alimentare. Se pot lua medicamente împotriva obezității pentru a diminua apetitul sau a bloca acumularea grăsimii, împreună cu o dietă potrivită. În cazul în care dieta, activitatea fizică și medicamentația nu sunt eficiente, se poate apela la un balon gastric pentru scăderea în greutate, sau la operație pentru a reduce volumul stomacului și/sau lungimea intestinelor, ducând astfel la instalarea mai rapidă a stării de sațietate și la o capacitate redusă de absorbție a substanțelor nutritive din alimentație.
Obezitatea este una dintre principalele cauze de deces ce pot fi prevenite la nivel mondial, cu o răspândire din ce în ce mai mare la adulți și la copii, iar autoritățile o consideră ca fiind una dintre cele mai grave probleme de sănătate publică din secolul al XXI-lea. În mare parte din lumea modernă, obezitatea este stigmatizată (în special în Occident), cu toate că a fost percepută drept un simbol al bogăției și fertilității de-a lungul istoriei, acest lucru fiind încă valabil în anumite zone din lume. Din 2013, Asociația Medicală Americană a clasificat obezitatea drept o boală.

## Clasificare

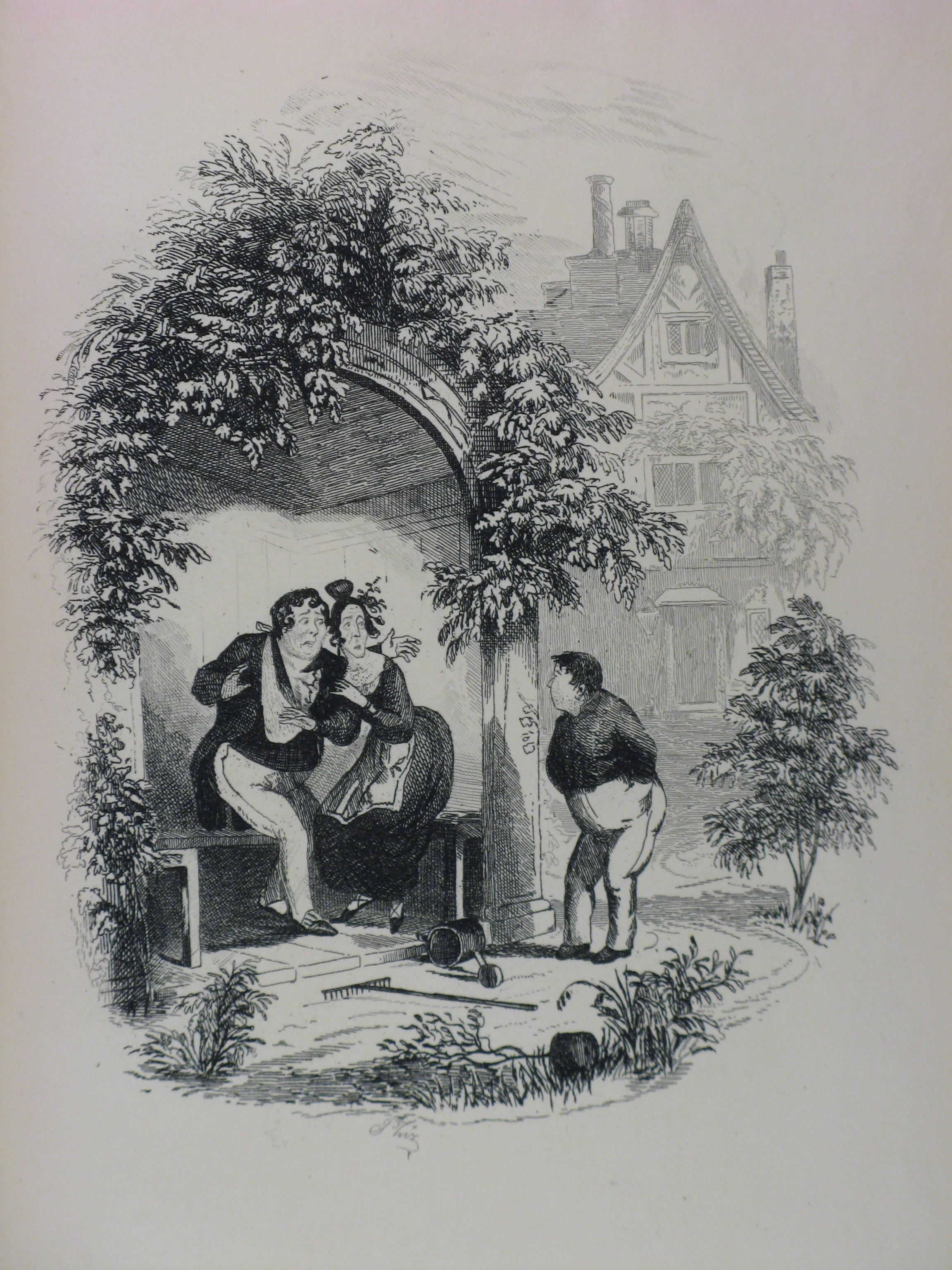
Grăsanul (The Fat Boy awake) din „Clubul Pickwick” de Dickens, gravură

Sindromul Pickwick, numit și Sindromul de hipoventilație obeză (engleză Obesity hypoventilation syndrome) a fost descris în anul  1956 de C.S.Burwell și colaboratorii și denumit după modelul Grăsanului (engleză The Fat Boy) din romanul lui Charles Dickens "The Pickwick Papers" (1836).
Obezitatea este o maladie în care grăsimea corporală s-a acumulat în exces, putând avea un efect advers asupra sănătății. Este definită prin intermediul indicelui de masă corporală (IMC) și evaluată în continuare din perspectiva distribuției de grăsime în raportul talie-șold și totalitatea factorilor de risc cardiovasculari.  IMC este legat îndeaproape atât de procentul de grăsime corporală, cât și de totalul grăsimii corporale.

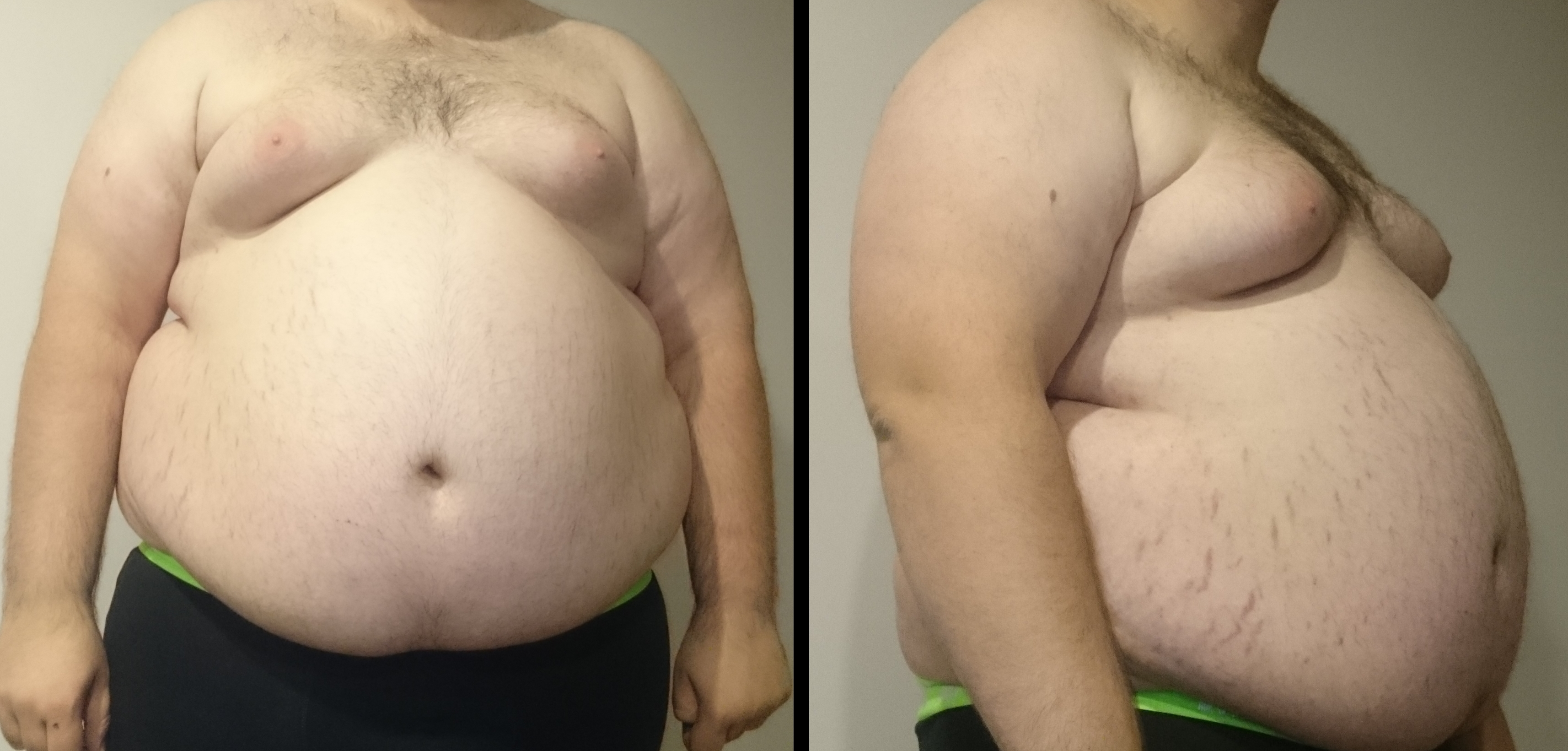
O persoană „super obeză” cu un IMC de 47 kg/m^{2}: greutate 146 kg. înălțime 177 cm

 La copii, greutatea optimă variază în funcție de vârstă și sex. La copii și adolescenți obezitatea nu este definită ca un număr absolut, ci în conexiune cu un grup istoric normal, astfel încât obezitatea reprezintă un IMC mai mare decât 95  centilă. Informațiile de referință pe care s-au bazat aceste centile datează din 1963 până în 1994, așadar nu au fost afectate de creșterile recente în greutate.
| IMC     | Clasificare         |
| ------- | ------------------- |
| < 20    | subponderal         |
| 20 - 25 | greutate normală    |
| 25 - 30 | supraponderal       |
| 30 - 35 | obezitate clasa I   |
| 35 - 40 | obezitate clasa II  |
| > 40.0  | obezitate clasa III |

IMC se calculează împărțind greutatea subiectului la pătratul înălțimii sale, exprimată de obicei ori în metri ori în „unități” SUA: 
Metric:  {\displaystyle IMC=kilograme/metri^{2}}
Sistemul obișnuit SUA și imperial: {\displaystyle IMC=lb*703/in^{2}}
unde {\displaystyle lb} reprezintă greutatea subiectului în livre și {\displaystyle in} reprezintă înălțimea persoanei în inchi. 
Cele mai utilizate definiții, stabilite de Organizația Mondială a Sănătății (OMS) în 1997 și publicate în 2000, oferă valorile listate în tabelul din dreapta.
Dintre cele 3 categorii OMS, de un interes particular au parte categoriile extreme, în cadrul cărora comorbiditățile și utilizarea serviciilor medicale sunt în mod semnificativ mai mari. Astfel:
- Un IMC definit ca fiind peste 35, uneori, sau peste 40 se referă la „obezitatea severă” sau „obezitatea morbidă”
- Un IMC definit ca fiind peste 45 sau chiar 50, uneori, este numită „superobezitate”

Luând în considerare faptul că populațiile asiatice prezintă consecințe negative de sănătate la un IMC mai scăzut decât cel al caucazienilor, anumite popoare au redefinit obezitatea; japonezii au definit obezitatea ca orice IMC mai mare de 25 în timp ce China folosește un IMC mai mare de 28.

## Efecte asupra sănătății
Obezitatea - greutatea corporală în exces - este asociată cu diverse afecțiuni, în special afecțiuni cardiovasculare, diabet zaharat de tip 2, Sindromul de hipoventilație obeză (Sindromul Pickwick), anumite tipuri de cancer, osteoartrită și astm. Drept urmare, obezitatea poate reduce speranța de viață.

### Mortalitate
| |  | Imagine indisponibilă |
| Riscul relativ de deces peste 10 ani la bărbații caucazieni (stânga) și femeile caucaziene (dreapta) din Statele Unite, care nu au fumat niciodată, în funcție de IMC. |  |                       |

Obezitatea reprezintă una dintre principalele cauze de deces ce pot fi prevenite la nivel mondial.  Studii americane și europene efectuate la scară largă au arătat că riscul de deces este cel mai mic la un IMC de 20–25 kg/m2 la nefumători și de 24–27 kg/m2 la fumători, riscul crescând odată cu schimbările în oricare direcție.  Un IMC mai mare de 32 a fost asociat cu o rată a mortalității dublă printre femei, de-a lungul unei perioade de 16 ani.  În Statele Unite se estimează că obezitatea cauzează de la 111,909 până la 365,000 de decese anual, în timp ce în Europa 1 milion (7,7%) de decese sunt atribuite greutății excesive.  În medie, obezitatea reduce speranța de viață cu șase până la șapte  ani: un IMC de 30–35 reduce speranța de viață cu doi până la patru ani, în timp ce obezitatea severă (IMC > 40) reduce speranța de viață cu 10 ani.

### Morbiditate
Obezitatea mărește riscul apariției multor afecțiuni fizice și mentale. Aceste patologii asociate sunt întâlnite cel mai frecvent în sindromul metabolic, o combinație de tulburări medicale care include: diabetul zaharat de tip 2, tensiunea arterială ridicată, colesterolul sanguin crescut și nivelul crescut al trigliceridelor.
Complicațiile sunt provocate fie direct de obezitate, fie sunt legate de aceasta în mod indirect, prin mecanisme care au o cauză comună, precum alimentația greșită sau un stil de viață sedentar. Forța legăturii dintre obezitate și afecțiunile specifice variază. Una dintre cele mai puternice legături este cea cu diabetul de tip 2. Grăsimea corporală excesivă stă la baza a 64% din cazurile de diabet la bărbați și a 77% din cazuri la femei.
Consecințele asupra sănătății se încadrează în două mari categorii: cele care pot fi atribuite efectelor creșterii masei adipoase (cum sunt osteoartrita, apneea obstructivă în somn, stigmatizarea socială) și cele datorate creșterii numărului celulelor adipoase (diabet, cancer, afecțiuni cardiovasculare, steatoză hepatică nealcoolică). Creșterea grăsimii corporale afectează răspunsul organismului la insulină, putând conduce la rezistență la insulină. Acumularea grăsimii generează, de asemenea, o stare proinflamatorie și o stare protrombotică.
| Domeniu medical                                 | Afecțiune | Domeniu medical        | Afecțiune |
| ----------------------------------------------- | --- | ---------------------- | --- |
| Cardiologie                                     | - cardiopatie ischemică: angină și infarct miocardic - insuficiență cardiacă congestivă - hipertensiune arterială - niveluri anormale ale colesterolului - tromboză venoasă profundă și embolie pulmonară | Dermatologie           | - vergeturi - acantoza nigricans - limfedem - celulită - hirsutism - intertrigo                                                                                       |
| Endocrinologie și Reproducerea asistată medical | - diabet zaharat - sindromul polichistic ovarian - tulburări menstruale - infertilitate - complicații în timpul sarcinii - malformații congenitale - moartea intrauterină a fătului                       | Gastrointestinal       | - boala de reflux gastroesofagian - steatoză hepatică - colelitiază (calculi în vezica biliară)                                                                       |
| Neurologie                                      | - accident vascular cerebral - meralgie parestezică - migrene - sindromul tunelului carpian - demență - hipertensiune intracraniană idiopatică - scleroză multiplă                                        | Oncologie              | - sân, ovarian - esofagian, colorectal - ficat, pancreatic - vezica biliară, stomac - endometrial, cervical - prostată, rinichi - limfom non-Hodgkin, mielom multiplu |
| Psihiatrie                                      | - la femei - stigmatizare socială | Respirologie           | - apneea obstructivă în somn - sindromul de hipoventilație asociată obezității - astmă - complicații crescute în timpul anesteziei generale                           |
| Reumatologie și Ortopedie                       | - gută - mobilitate redusă - osteoartrită - dureri în zona inferioară a spatelui | Urologie și nefrologie | - disfuncție erectilă - incontinență urinară - insuficiență renală cronică - hipogonadism - penis îngropat                                                            |

### Paradoxul supraviețuirii
Deși consecințele negative ale obezității asupra sănătății populației în general sunt bine susținute de dovezile disponibile, rezultatele în materie de sănătate în anumite subgrupuri par să se amelioreze la o valoare crescută a indicelui masei corporale (IMC), un fenomen cunoscut sub denumirea de paradoxul supraviețuirii în rândul persoanelor obeze. Paradoxul a fost descris pentru prima dată în 1999, la persoane supraponderale și obeze supuse hemodializei, și a fost ulterior constatat la persoane cu insuficiență cardiacă și cu boala arterială periferică (BAP).
La persoanele cu insuficiență cardiacă, în rândul celor cu un IMC cuprins între 30,0 și 34,9 s-a înregistrat o mortalitate mai redusă decât în rândul celor cu o greutate normală. Acest lucru a fost atribuit faptului că, deseori, pacienții pierd din greutate pe măsură ce devin tot mai bolnavi. Constatări similare au fost făcute și în alte tipuri de boli cardiace. Persoanele încadrate în gradul 1 de obezitate și care suferă de boli cardiace nu prezintă o incidență mai mare a altor probleme cardiace decât persoanele cu greutate normală și care, de asemenea, suferă de boli cardiace. Totuși, la persoanele încadrate în grade de obezitate mai mari, riscul unor evenimente ulterioare este crescut.  Nici chiar după o intervenție de bypass coronarian nu s-a observat o creștere a mortalității la persoanele supraponderale și obeze.  În urma unui studiu, s-a constatat că rata de supraviețuire mai bună s-ar putea explica prin tratamentul mai agresiv pe care persoanele obeze îl primesc după un eveniment cardiac. În urma altui studiu, s-a constatat că, dacă se ține seama de boala pulmonară obstructivă cronică (BPOC) la persoanele cu BAP, beneficiul obezității nu mai există.

## Cauze
Se crede că, la nivel individual, majoritatea cazurilor de obezitate se explică printr-o combinație de consum excesiv de calorii și lipsa activității fizice.  Situațiile cauzate în principal de ereditate, motive medicale sau boli psihice sunt limitate.  De fapt, se crede ca la nivel social cazurile de obezitate au crescut ca urmare a unui regim alimentar accesibil și savuros, a dependenței din ce în ce mai mari de mașină și a mecanizării.
O analiză din 2006 a identificat zece alte posibile cauze ale creșterii obezității: (1) odihnă insuficientă, (2) disruptori endocrini (substanțe poluante din mediu ce interacționează cu metabolismul lipidic), (3) o variabilitate scăzută a temperaturii mediului înconjurător, (4) diminuarea fumatului, deoarece fumatul suprimă pofta de mâncare, (5) consumul crescut de medicamente care duc la creșterea în greutate (de ex., antipsihotice atipice), (6) creșteri proporționale în grupuri etnice și de vârstă, ce tind să cântărească mai mult, (7) sarcina la o vârstă mai înaintată (ceea ce poate cauza o predispoziție către obezitate infantilă), (8) factori de risc epigenetici transmiși din generație în generație, (9) selecția naturală pentru un IMC mai mare, și (10) mariajul asortativ ce duce la o concentrație ridicată a factorilor de risc pentru obezitate (acest lucru ar duce la creșterea numărului de persoane obeze prin creșterea discrepanțelor în greutate dintre oameni). Cu toate că există dovezi substanțiale ce susțin influența acestor mecanisme asupra creșterii gradului de răspândire a obezității, acestea sunt încă neconcludente, iar autorii afirmă că acestea au probabil o influență mai mică decât cele prezentate în paragraful anterior.  

### Alimentația
| |                                                         | Imagine indisponibilă |
| Map of dietary energy availability per person per day in 1961 (left) and 2001–2003 (right) in kcal/person/day. \| no data <1600 1600–1800 1800–2000 2000–2200 2200–2400 2400–2600 \| 2600–2800 2800–3000 3000–3200 3200–3400 3400–3600 >3600 \| |                                                         |                       |
| no data <1600 1600–1800 1800–2000 2000–2200 2200–2400 2400–2600 | 2600–2800 2800–3000 3000–3200 3200–3400 3400–3600 >3600 |                       |

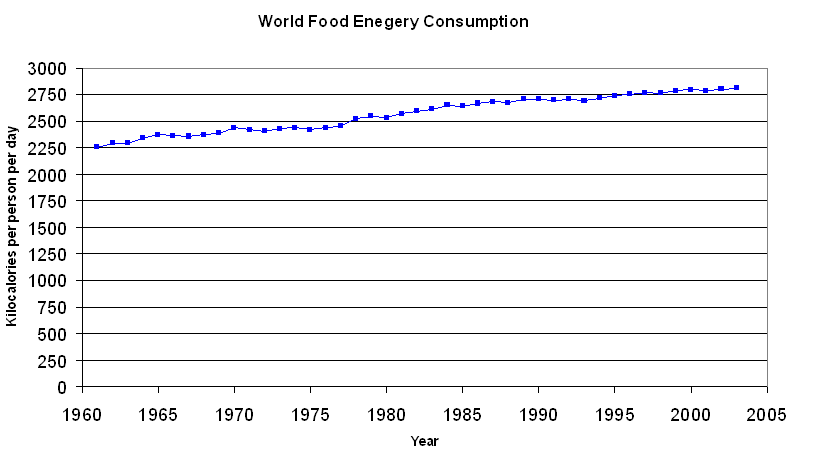
Consumul mondial mediu de energie pe cap de locuitor din 1961 până în 2002

Consumul caloric pe cap de locuitor variază considerabil între diferite regiuni și țări. De asemenea, s-a modificat semnificativ de-a lungul anilor. De la începutul anilor ’70 și până spre finalul anilor ’90, numărul mediu de calorii pentru o persoană pe zi (cantitatea de mâncare cumpărată) a crescut peste tot în lume, cu excepția Europei de Est. Statele Unite aveau cel mai mare număr, cu 3654 calorii de persoană în 1996. Acesta a crescut și mai mult în 2003, ajungând la 3754.  La sfârșitul anilor ’90, europenii aveau 3394 calorii de persoană, în zonele din Asia aflate în dezvoltare numărul era de 2648 calorii de persoană și în Africa subsahariană populația avea 2176 calorii de persoană.  Consumul total de calorii are legătură cu obezitatea.
Disponibilitatea la scară largă a principiilor nutriționale nu a ajutat foarte mult în rezolvarea problemelor legate de supraalimentare și alegerea incorectă a alimentelor. Din 1971 până în 2000, în Statele Unite rata obezității a crescut de la 14,5% la 30,9%. În aceeași perioadă, a crescut și numărul mediu de calorii consumate. La femei creșterea a fost de 335 calorii pe zi (1542 calorii în 1971 și  1877 calorii în 2004), iar la bărbați cantitatea medie a crescut cu 168 calorii pe zi (2450 calorii în 1971 și 2618 calorii în 2004). Această creștere a numărului de calorii a fost cauzată în mare parte de consumul de carbohidrați, și nu de cel de grăsimi.  Sursele principale ale acestor carbohidrați consumați în plus sunt băuturile îndulcite, care, în prezent, reprezintă aproape 25 la sută din energia zilnică provenită din alimentație la tinerii adulți din America, și chipsurile de cartofi.  Se crede că una din cauzele creșterii ratei de obezitate o reprezintă consumul de băuturi îndulcite.
Pe măsură ce societățile se bazează din ce în ce mai mult pe porții mari, pline de energie și mese de la fast-food, asocierea dintre consumul de fast food și obezitate devine și mai alarmantă.  În Statele Unite, consumul de fast-food s-a triplat, iar caloriile provenite de pe urma unor astfel de alimente a crescut de patru ori între 1977 și 1995.
Politica agricolă și Revoluția verde din Statele Unite și Europa au dus la scăderea prețurilor la alimente. În Statele Unite, subvenționarea porumbului, culturilor de soia, grâului și orezului prin intermediul legislației agricole U.S. farm bill a făcut ca principalele surse de hrană procesată să fie mai ieftine în comparație cu fructele și legumele.
Persoanele obeze declară în mod constant un consum mai scăzut de hrană, în comparație cu persoanele de o greutate normală.  Această afirmație este susținută atât de teste efectuate asupra unor persoane într-o cameră calorimetrică, cât și prin observare directă. 

### Stilul de viață sedentar
Stilul de viață sedentar joacă un rol semnificativ în obezitate. Există o tendință la nivel mondial de a ne îndrepta către activități mai puțin solicitante din punct de vedere fizic, și în prezent, cel puțin 60% din populația lumii nu face suficientă mișcare. Acest lucru este cauzat în principal de utilizarea crescândă a transportului mecanizat și de răspândirea în majoritatea gospodăriilor a tehnologiei care ușurează munca manuală.  La copii, activitatea fizică a scăzut, din cauza mersului mai puțin pe jos și diminuării educației fizice. Tendințele mondiale în ceea ce privește timpul liber activ activitatea fizică nu sunt prea clare. Organizația Mondială a Sănătății indică faptul că peste tot în lume oamenii au din ce în ce mai puține activități recreaționale fizice, în timp ce un studiu din Finlanda  a descoperit o creștere a acestora, iar conform unui studiu din Statele Unite, activitățile fizice recreaționale nu s-au modificat semnificativ.
Atât la copii, cât și la adulți există o asociere între timpul petrecut în fața televizorului și riscul de obezitate. În urma unei analize, s-a descoperit că 63 din 73 de studii (86%) au indicat o creștere a ratei de obezitate infantilă în cazul unei expuneri mediatice crescute, numerele crescând proporțional cu timpul petrecut în fața televizorului.

### Genetica

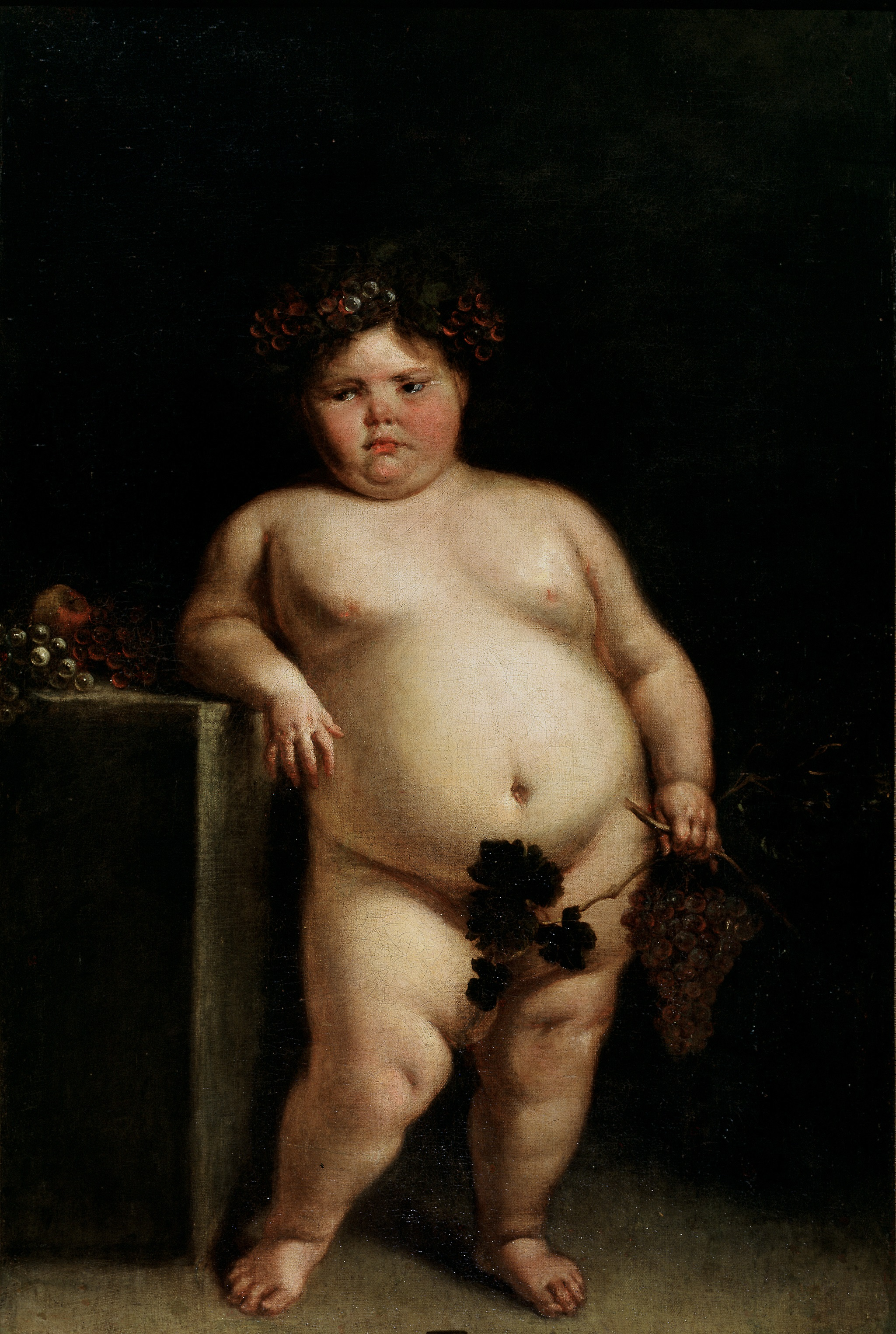
„Vestita” Eugenia Martinez Valleji, „Monstruasa nudă”, pictură realizată în 1680 de Juan Carreno de Miranda (1614-1685), înfățișând o tânără care se presupune că suferea de PWS-sindromul Prader-Willi

Ca și în cazul multor altor afecțiuni, obezitatea constituie rezultatul interacțiunii dintre factorii ereditari și cei de mediu. Polimorfismul genelor care controlează apetitul și metabolismul predispune la obezitate atunci când energia furnizată de alimente se află într-o cantitate suficientă.  Începând din 2006, peste 41 de loci ai acestor gene au fost asociați cu apariția obezității, sub acțiunea unor factori favorizanți. Persoanele cu două copii ale genei FTO (gena obezității) cântăresc, în medie, cu 3–4 kg mai mult și au un risc de 1,67 mai mare de a deveni obeze decât persoanele care nu prezintă alela de risc. Procentajul cazurilor de obezitate care poate fi atribuit factorilor genetici variază, în funcție de populația examinată, de la 6% la 85%.
Obezitatea reprezintă o caracteristică importantă a câtorva sindroame, precum sindromul Prader-Willi, sindromul Bardet-Biedl, sindromul Cohen și sindromul MOMO. (Termenul „obezitate non-sindromică" este uneori utilizat pentru a exclude aceste afecțiuni.) La persoanele cu debut precoce al obezității severe (definit printr-un debut înainte de vârsta de 10 ani și un indice de masă corporală cu o abatere standard de trei ori mai mare decât valoarea normală), 7% dintre cazuri prezintă o mutație punctiformă la nivelul ADN-ului.
Studiile care s-au concentrat mai mult asupra eredității și mai puțin asupra genelor specifice au indicat faptul că 80% dintre copiii cu ambii părinți obezi erau ei înșiși obezi, spre deosebire de mai puțin de 10% dintre copiii ai căror părinți aveau o greutate normală.
Ipoteza genelor prosperității postulează că din cauza lipsei hranei pe parcursul evoluției umanității, oamenii sunt predispuși la obezitate. Capacitatea de a profita de rarele perioade de abundență prin depozitarea energiei sub formă de grăsime ar reprezenta un avantaj în perioadele în care disponibilitatea hranei variază foarte mult, persoanele cu rezerve mai mari de grăsime având mai multe șanse să supraviețuiască unei perioade de foamete. Pe de altă parte, această tendință de a acumula grăsime nu s-ar justifica într-o societate care dispune de rezerve constante de hrană. Această teorie a primit numeroase critici, dar, pe de altă parte, au fost propuse și alte teorii evoluționiste, precum ipoteza driftului genetic și ipoteza fenotipului prosperității.

### Alte afecțiuni
Anumite afecțiuni fizice sau psihice, dar și substanțele farmaceutice utilizate pentru tratarea acestora, pot crește riscul apariției obezității. Afecțiunile medicale care cresc riscul apariției obezității includ anumite sindroame genetice rare (menționate mai sus), precum și anumite afecțiuni congenitale sau dobândite: hipotiroidism, sindrom Cushing, deficiența hormonului de creștere și ulburări alimentare: hiperfagie și hiperfagie nocturnă. Cu toate acestea, obezitatea nu este considerată tulburare psihică și nu figurează în DSM-IVR ca boală psihică. Riscul supraponderalității și obezității este mai ridicat la pacienții care suferă de tulburări psihice, față de persoanele care nu suferă de astfel de afecțiuni.
Anumite medicamente pot contribui la creșterea în greutate sau la apariția unor modificări în compoziția corporală; printre aceste medicamente se numără insulina, sulfonilureicele, tiazolidinedionele, antipsihoticele atipice, antidepresivele, steroizii, anumite anticonvulsive (fenitoina și valproatul de sodiu), pizotifenul și anumite medicamente utilizate în contracepția hormonală.

### Factori sociali
Deși factorii genetici sunt importanți în înțelegerea obezității, aceștia nu pot explica creșterea dramatică a numărului de cazuri de obezitate înregistrat în prezent în anumite țări sau la nivel mondial. Chiar dacă este unanim acceptat că obezitatea apare atunci când energia acumulată prin alimentație este mai mare decât energia consumată, influența acestor doi factori în funcție de poziția socială constituie un subiect aprins de discuții. Există câteva teorii referitoare la cauze, dar, în general, se crede că obezitatea constituie rezultatul mai multor factori. 
Corelația dintre clasa socială și indicele de masă corporală diferă la nivel global. Un studiu din 1989 a arătat că, în țările dezvoltate, femeile dintr-o clasă socială superioară aveau mai puține șanse să devină obeze. Nu s-au înregistrat însă diferențe semnificative în cazul bărbaților provenind din clase sociale diferite. În țările în curs de dezvoltare, s-a constatat o rată a obezității mai mare la femeile, bărbații și copiii din clasele sociale superioare. Reluat în 2007, studiul a indicat relații similare, dar mai slabe. Se crede că acest lucru se datorează efectelor globalizării. În cazul țărilor dezvoltate, obezitatea la adulți și procentajul adolescenților supraponderali se corelează cu inegalitatea veniturilor.  O relație similară se constată și în Statele Unite: tot mai mulți adulți, chiar și din clase sociale superioare, sunt obezi în statele în care inegalitatea economică este evidentă.
Au fost oferite multe explicații în ceea ce privește legătura dintre indicele de masă corporală și clasa socială. Se crede că, în țările dezvoltate, persoanele înstărite își pot permite alimente mai bogate în nutrienți, sunt supuse unei presiuni sociale mai mari de a rămâne slabe și au mai multe posibilități de a-și menține condiția fizică. În țările nedezvoltate, disponibilitatea hranei, consumul ridicat de energie datorat muncii fizice și valorile culturale care favorizează persoanele mai corpolente contribuie, se crede, la situația prezentă. Atitudinea pe care oamenii o au față de greutatea corporală poate juca și ea un rol în ceea ce privește obezitatea. S-a descoperit că există o corelație între prieteni, frați și soți în ceea ce privește schimbarea în timp a indicelui de masă corporală. Stresul și condiția socială inferioară par să crească riscul obezității.
Fumatul are un impact major asupra greutății. Persoanele care renunță la fumat se îngrașă, în medie, cu 4,4 kilograme (9,7 livre) în cazul bărbaților și cu 5,0 kilograme (11,0 livre) în cazul femeilor, în decurs de zece ani. Cu toate acestea, schimbările apărute în rata fumatului au influențat foarte puțin rata totală a obezității.
În Statele Unite, numărul copiilor influențează riscul de obezitate al părinților acestora. În cazul femeilor, riscul crește cu 7% pentru fiecare copil, în timp ce la bărbați, riscul crește cu 4% pentru fiecare copil în parte. Acest lucru s-ar putea explica într-o oarecare măsură și prin faptul că, în Occident, persoanele care au copii fac mai puțină mișcare.
În țările aflate în curs de dezvoltare, urbanizarea contribuie la creșterea ratei obezității. În China, rata totală a obezității este mai mică de 5%; cu toate acestea, există orașe în care această rată depășește 20%.
Malnutriția în primii ani de viață contribuie, se pare, la rata actuală a obezității, aflată în creștere, în țările în curs de dezvoltare. Modificările endocrine care apar în timpul perioadelor de malnutriție pot duce la acumularea de grăsime atunci când aportul de alimente crește.
Ca și în cazul datelor cognitivo-epidemiologice, există numeroase studii care confirmă că obezitatea se asociază cu deficiențele cognitive. În prezent, nu se știe cu exactitate dacă obezitatea este cea care determină deficiențele cognitive sau invers. 

### Agenți infecțioși
Studiul efectelor agenților infecțioși asupra metabolismului se află încă la început.  Flora intestinală diferă la persoanele slabe față de cele obeze. Există indicii care arată că flora intestinală la persoanele obeze și la cele slabe poate afecta potențialul metabolic. Se crede că această modificare aparentă a metabolismului sporește capacitatea de acumulare de energie, ceea ce conduce către obezitate. Urmează însă să se stabilească în mod clar dacă aceste diferențe reprezintă cauza directă a obezității sau rezultatul acesteia.
S-a descoperit că există o legătură între virusuri și obezitate, atât la oameni, cât și la diferite specii de animale. Urmează însă să se stabilească în ce măsură aceste legături contribuie la rata actuală a obezității, aflată în creștere.

## Fiziopatologie

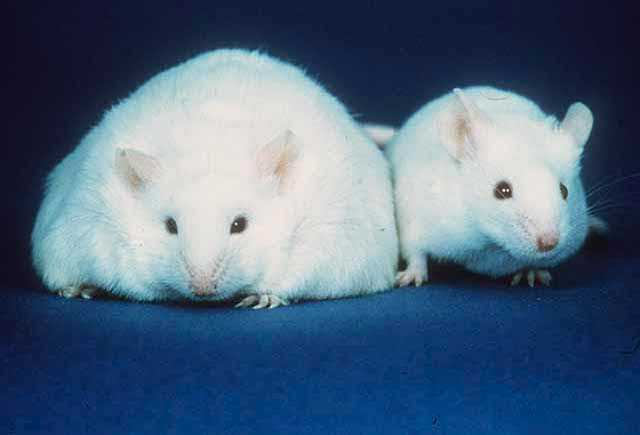
O comparație între un șoarece incapabil să producă leptină, ceea ce determină obezitate (stânga) și un șoarece normal (dreapta)

Buletinul publicitar rezumă multe mecanisme fiziopatologice implicate în apariția și întreținerea obezității. Acest domeniu de cercetare a fost aproape ignorat până la descoperirea leptinei în 1994. Din momentul acestei descoperiri, au fost elucidate multe alte mecanisme hormonale care participă la reglarea apetitului și aportului alimentar, modelele de depozitare a țesutului adipos, și apariția rezistenței la insulină. După descoperirea leptinei, s-au studiat ghrelina, insulina, orexina, PYY 3-36, colecistokinina, adiponectina, ca și mulți alți mediatori. Adipokinele sunt mediatori produși de către țesutul adipos și se presupune că acțiunea lor este modificată de multe boli asociate cu obezitatea. 
Leptina și ghrelina sunt considerate a fi complementare în ceea ce privește influența lor asupra apetitului, ghrelina fiind produsă prin controlul pe termen scurt al apetitului, modulat de stomac (mâncăm când stomacul este gol și ne oprim când stomacul este destins). Leptina este produsă de către țesutul adipos pentru a semnaliza rezervele de depozite de grăsimi din organism și mediază controlul apetitului pe termen lung (mâncăm mai mult când depozitele de grăsimi sunt reduse și mai puțin când depozitele de grăsimi sunt mai mari). Cu toate că administrarea leptinei poate fi eficace într-un mic subgrup de persoane obeze cu deficit de leptină, se consideră că majoritatea persoanelor obeze sunt rezistente la leptină și s-a descoperit că prezintă concentrații crescute de leptină. Se consideră că această rezistență explică, parțial, din ce cauză administrarea leptinei nu s-a dovedit a fi eficace în suprimarea apetitului la majoritatea pacienților obezi.

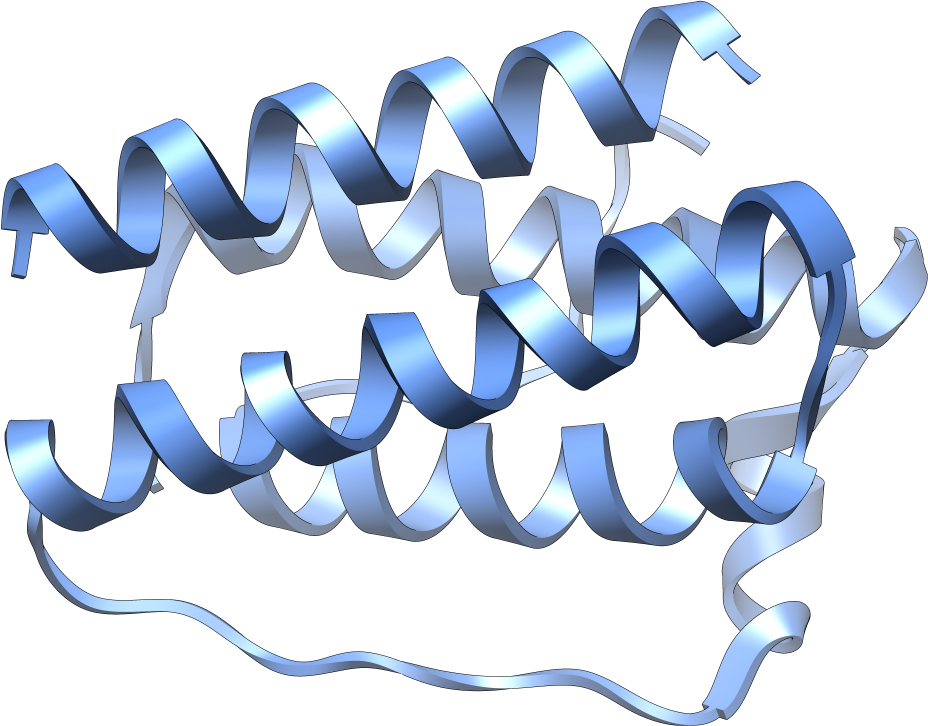
O descriere grafică a moleculei de leptină.

 Deși leptina și ghrelina sunt produse la nivel periferic, ele controlează apetitul prin intermediul acțiunilor lor asupra sistemului nervos central. În special, acestea și alți hormoni corelați cu apetitul acționează asupra hipotalamusului, o regiune cerebrală centrală care reglează aportul de alimente și consumul de energie. La nivelul hipotalamusului există mai multe mecanisme care contribuie la rolul său în integrarea apetitului, calea melanocortinei fiind cel mai bine înțeleasă. Circuitul începe cu o zonă a hipotalamusului, nucleul arcuat, care primește informații de la hipotalamusul lateral (HL) și hipotalamusul ventromedial (HVM), centrii cerebrali ai alimentației și, respectiv, ai sațietății.
Nucleul arcuat conține două grupe distincte de neuroni. Primul grup exprimă concomitent neuropeptida Y (NPY) și peptida corelată cu agouti (AgRP) și are efecte stimulatoare asupra HL și inhibitoare asupra HVM. Al doilea grup exprimă concomitent pro-opiomelanocortina (POMC) și transcriptul reglat de cocaină și amfetamină (CART) și are impulsuri stimulatoare asupra HVM și inhibitoare asupra HL. În consecință, neuronii NPY/AgRP stimulează alimentația și inhibă sațietatea, în timp ce neuronii POMC/CART stimulează sațietatea și inhibă alimentația. Ambele grupuri de neuroni ai nucleului arcuat sunt reglați parțial de către leptină. Leptina inhibă grupul NPY/AgRP și stimulează grupul POMC/CART. Prin urmare, un deficit în semnalizarea leptinei, fie pe calea deficitului de leptină, fie pe calea rezistenței la leptină, duce la supraalimentare și este posibil să contribuie la apariția unor forme genetice și dobândite de obezitate.

## Sănătate publică
Organizația Mondială a Sănătății (OMS) anticipează că supraponderalitatea și obezitatea ar putea înlocui curând unele preocupări tradiționale de sănătate publică, precum subnutriția și bolile infecțioase, reprezentând cea mai semnificativă cauză de afectare a stării de sănătate. Obezitatea constituie o problemă de sănătate publică și de politică datorită prevalenței, costurilor și efectelor asupra sănătății. Eforturile de sănătate publică sunt orientate în direcția înțelegerii și corectării factorilor de mediu responsabili pentru creșterea prevalenței obezității în rândul populației. Soluțiile urmăresc modificarea factorilor care provoacă consumul de calorii excesive și inhibă activitatea fizică. Eforturile includ programe federale rambursate privind alimentația în școli, limitarea publicizării directe a alimentelor de tip junk food la copii și scăderea accesului la băuturile care conțin zahăr în școli. În construcția noilor așezări urbane, se întreprind eforturi pentru mărirea accesului la parcuri și dezvoltarea unor trasee pedestre.
Numeroase țări și grupuri au publicat rapoarte cu privire la obezitate. În 1998 au fost publicate primele ghiduri SUA, cu titlul „Ghid clinic privind identificarea, evaluarea și tratamentul supraponderalității și obezității la adulți: raport privind dovezile”. În 2006,  Rețeaua Canadiană privind obezitatea (Canadian Obesity Network) a publicat „Canadian Clinical Practice Guidelines (CPG) on the Management and Prevention of Obesity in Adults and Children” („Ghidul canadian de practică clinică (GPC) cu privire la abordarea terapeutică și prevenirea obezității la adulți și copii”).
În 2004, Colegiul Regal al Medicilor (Royal College of Physicians), Facultatea de Sănătate Publică și Colegiul Regal de Pediatrie și Sănătate a Copilului (Royal College of Paediatrics and Child Health) din Marea Britanie au lansat raportul „Storing up Problems” („Acumularea problemelor”), care a evidențiat problema crescândă a obezității în Marea Britanie. În același an, Comitetul de selecție privind sănătatea (Health Select Committee) din cadrul Camerei Comunelor Camera Comunelor din Marea Britanie a publicat „cea mai completă anchetă [...] efectuată vreodată” cu privire la impactul obezității asupra sănătății și societății în Marea Britanie și modalitățile posibile de abordare a acestei probleme. În 2006, Institutul Național pentru Sănătate și Excelență Clinică (National Institute for Health and Clinical Excellence) (NICE) a publicat un ghid privind diagnosticul și abordarea terapeutică a obezității, ca și implicațiile politice pentru organizațiile neimplicate în asistența sanitară, cum sunt consiliile locale. Un raport din 2007, publicat de către Sir Derek Wanless pentru King's Fund a atras atenția asupra faptului că dacă nu se intervine prin măsuri suplimentare, obezitatea are capacitatea de a paraliza Serviciul Național de Sănătate din punct de vedere financiar.
Se evaluează modalități multilaterale de abordare a ratelor crescânde de obezitate. În cadrul Politicii de acțiune împotriva obezității (Obesity Policy Action (OPA)) măsurile întreprinse pot fi divizate în politici 'în amonte', politici 'de centru, politici 'în aval'. Politicile 'în amonte' se referă la schimbările în cadrul societății, politicile 'de centru' încearcă să schimbe comportamentul indivizilor pentru prevenirea obezității, iar politicile 'în aval' încearcă să trateze persoanele afectate în prezent.

## Abordare terapeutică

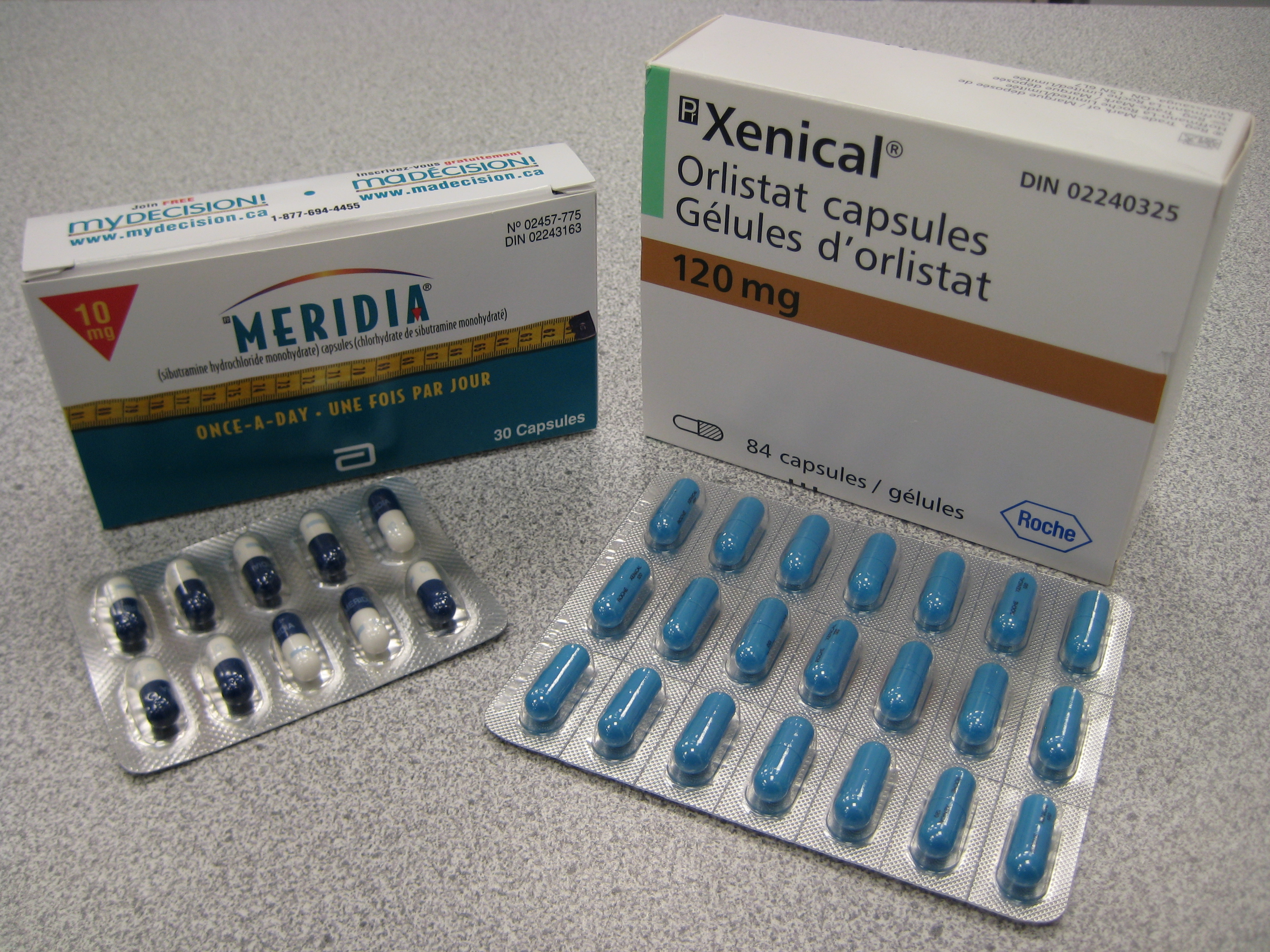
Orlistat (Xenical), medicamentul utilizat cel mai frecvent în tratamentul obezității și sibutramina (Meridia), un medicament retras recent din cauza reacțiilor adverse cardiovasculare.

Tratamentul principal al obezității constă în regim dietetic și activitate fizică. Programele dietetice pot produce scădere ponderală pe termen scurt, dar menținerea acestei greutăți scăzute este frecvent dificilă și necesită deseori activitate fizică și o dietă alimentară cu conținut caloric scăzut, ca parte permanentă a stilului de viață. Ratele de succes pentru menținerea scăderii ponderale pe termen lung prin modificarea stilului de viață sunt scăzute, fiind cuprinse între 2 și 20%. Regimul dietetic și modificările stilului de viață sunt eficace în limitarea greutății ponderale excesive în timpul sarcinii și ameliorează evoluția atât la mamă cât și la făt.
Unul dintre medicamente, orlistat (Xenical), este larg disponibil în prezent și aprobat pentru utilizarea pe termen lung. Totuși, scăderea ponderală este modestă, în medie 2,9 kg (6,4 lb) la 1 până la 4 ani și există informații reduse privind modul în care aceste medicamente afectează complicațiile pe termen lung ale obezității. Utilizarea sa este asociată cu o frecvență crescută a reacțiilor gastro-intestinale și au apărut preocupări legate de efectele sale negative asupra rinichilor. Alte două medicamente sunt de asemenea disponibile. Lorcaserina (Belviq) determină în medie o scădere ponderală cu 3,1 kg (3% din masa corporală) mai mare decât placebo în decurs de un an. O asociere de fentermină și topiramat (Qsymia) este de asemenea eficace într-o oarecare măsură.
Cel mai eficace tratament al obezității este chirurgia bariatrică. Chirurgia obezității severe este asociată cu scădere ponderală pe termen lung și scăderea mortalității generale. Un studiu a evidențiat o scădere ponderală cuprinsă între 14% și 25% (în funcție de tipul procedurii efectuate) la 10 ani și o reducere cu 29% a mortalității de orice cauză, comparativ cu măsurile standard de scădere ponderală. Cu toate acestea, date fiind costurile și riscul de complicații asociate cu această metodă terapeutică, cercetătorii investighează alte tratamente eficace dar mai puțin invazive.

## Epidemiologie
| |                      | Imagine indisponibilă |                    |
| Incidența obezității la nivel mondial în rândul bărbaților (stânga) și al femeilor (dreapta). \| <5% 5–10% 10–15% \| 15–20% 20–25% 25–30% \| 30–35% 35–40% 40–45% \| 45–50% 50–55% >55% \| |                      |                       |                    |
| <5% 5–10% 10–15% | 15–20% 20–25% 25–30% | 30–35% 35–40% 40–45%  | 45–50% 50–55% >55% |

Înaintea secolului al XX-lea, obezitatea era o afecțiune rar întâlnită; în anul 1997, OMS a recunoscut oficial obezitatea ca epidemie globală. Începând din anul 2005, OMS estimează că cel puțin 400 de milioane de adulți (9,8%) sunt obezi, procentajul fiind mai mare în rândul femeilor decât al bărbaților. Rata obezității crește, de asemenea, odată cu vârsta, cel puțin până la 50 sau 60 de ani, iar obezitatea severă în Statele Unite, Australia și Canada este în creștere mai rapidă față de rata globală a obezității.
Considerată odinioară o problemă doar în țările dezvoltate, rata obezității este în creștere la nivel global, afectând atât țările dezvoltate cât și țările în curs de dezvoltare. Creșterea ratei obezității este cel mai evidentă în mediile urbane.  Singura regiune din lume în care obezitatea nu este obișnuită este Africa Subsahariană.

## Istoric

### Etimologie
Termenul obezitate provine din limba latină, de la cuvântul obesitas, care înseamnă „corpolent, gras sau rotofei”.  Ēsus este participiul trecut al verbului edere (a mânca), precedat de prefixul ob (supra). Dicționarul Oxford al limbii engleze documentează prima utilizare a termenului în anul 1611 de către Randle Cotgrave.

### Tendințe istorice

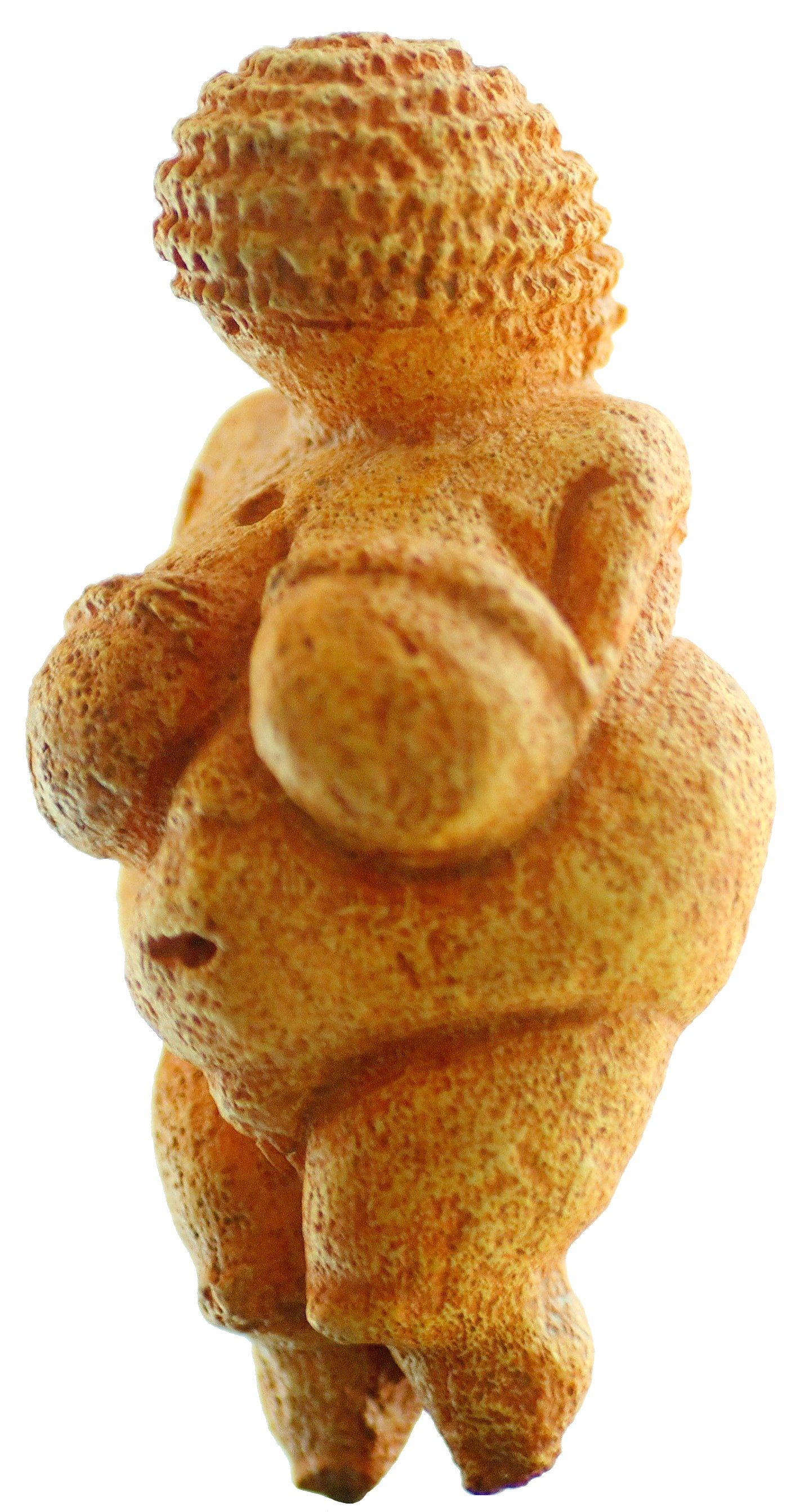
Venus din Willendorf creată între 24.000–22.000 î.Hr.

Grecii au fost primii care au recunoscut obezitatea ca afecțiune medicală. Hipocrate nota: „Obezitatea nu este doar o boală în sine, ci și premergătoare altor boli”. Chirurgul indian Sushruta (secolul al VI-lea î.Hr.) a remarcat legătura dintre obezitate și bolile cardiace. În tratarea maladiei, acesta a recomandat activitățile fizice. În cea mai mare parte a istoriei sale, omenirea s-a confruntat cu lipsa hranei. Astfel, de-a lungul istoriei, obezitatea a fost privită ca un semn de bunăstare și prosperitate. Era frecventă în rândul înalților funcționari din Europa în Evul Mediu și în perioada Renașterii, precum și în civilizațiile antice din Asia de Est.

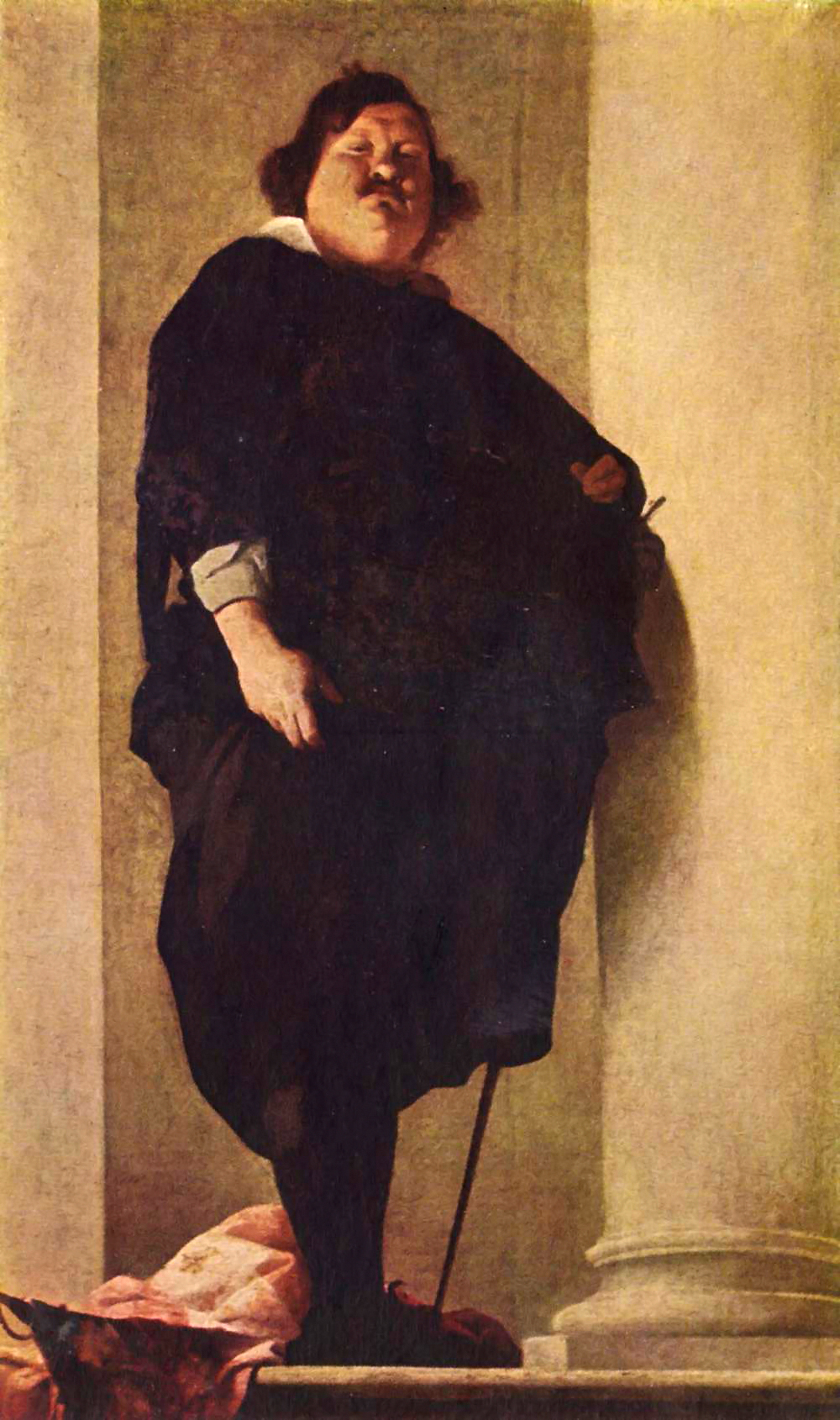
În Evul Mediu și în perioada Renașterii obezitatea era adesea privită ca un semn al bunăstării și era relativ frecventă în rândul elitei: Generalul toscan Alessandro del Borro, operă atribuită lui Charles Mellin, 1645

Odată cu revoluția industrială s-a constatat că puterea militară și economică a națiunilor era dependentă de statura și tăria fizică a soldaților și a muncitorilor. Creșterea indicelui mediu de masă corporală de la valoarea considerată actualmente subponderală la valoarea considerată normală a jucat un rol semnificativ în dezvoltarea societăților industrializate. Așadar, înălțimea și greutatea în țările dezvoltate au crescut de-a lungul secolului al XIX-lea. În timpul secolului al XX-lea, pe măsură ce populațiile și-au atins potențialul genetic în privința înălțimii, greutatea a crescut mult mai mult față de înălțime, ducând la obezitate. În anii 1950, creșterea bunăstării în țările dezvoltate a dus la scăderea mortalității infantile, însă datorită creșterii greutății corporale, au devenit mai frecvente bolile cardiace și renale. Între timp, societățile de asigurări și-au dat seama de legătura dintre greutate și speranța de viață și au crescut primele de asigurare în cazul persoanelor obeze.
De-a lungul istoriei, numeroase culturi au considerat obezitatea un rezultat al defectului de caracter. Personajul obesus sau personajul gras din comedia greacă era un gurmand adesea ridiculizat. În era creștină, mâncarea a fost deseori asociată cu lăcomia și desfrânarea. În cultura modernă occidentală, greutatea excesivă este adesea considerată neatrăgătoare, obezitatea fiind în mod frecvent asociată cu diverse stereotipuri negative. Persoanele obeze de toate vârstele pot fi stigmatizate social și pot fi ținta hărțuirii sau evitării de către semenii lor. Obezitatea a redevenit un motiv de discriminare.
În societatea occidentală, percepția publică față de greutatea corporală sănătoasă este diferită de percepția privind greutatea ideală – ambele s-au schimbat de la începutul secolului al XX-lea. Greutatea considerată ideală a scăzut de la începutul anilor 1920. Această modificare a percepției este ilustrată prin faptul că înălțimea medie a concurentelor la concursul Miss America a crescut cu 2%, în timp ce greutatea medie a acestora a scăzut cu 12%.  Pe de altă parte, concepțiile oamenilor privind greutatea sănătoasă s-au schimbat în direcția opusă. În Marea Britanie, greutatea la care oamenii se considerau supraponderali era semnificativ mai ridicată în 2007 față de 1999. Se consideră că aceste schimbări se datorează creșterii adipozității, ceea ce duce la creșterea acceptării grăsimii corporale suplimentare ca fiind normală.
Obezitatea continuă să fie privită ca un semn al bunăstării și bogăției în numeroase regiuni ale Africii. Acest fapt a devenit frecvent îndeosebi de la apariția epidemiei cauzate de virusul HIV.

### Arte
Primele reprezentări sculptate ale corpului uman, datând de acum 20.000–35.000 de ani, prezintă femei obeze. Unele persoane atribuie figurinelor Venus tendința de a accentua fertilitatea, în timp ce altele consideră că acestea reprezintă „grăsimea” oamenilor epocii respective. Pe de altă parte, obezitatea este absentă atât din arta romană cât și din cea greacă, probabil în virtutea idealurilor celor două civilizații privind moderația. Acest fapt a persistat o perioadă îndelungată în creștinismul european, doar persoanele cu un statut socio-economic inferior fiind reprezentate ca obeze.
În timpul Renașterii, unele persoane din înalta societate au început să își etaleze corpolența, așa cum se poate observa în portretele lui Henric al VIII-lea și Alessandro del Borro.Rubens (1577–1640) reprezenta în mod obișnuit femei cu forme rotunjite în picturile sale, de la care derivă termenul rubensian. Totuși, femeile ilustrate în picturi își păstrau forma de „clepsidră”, ca simbol al fertilității. În timpul secolului al XIX-lea, percepția asupra obezității s-a modificat în lumea occidentală. După ce secole de-a rândul obezitatea fusese sinonimă cu bunăstarea și statutul social, suplețea a început să fie considerată un standard dezirabil.

## Societate și cultură

### Impactul economic
Alături de impactul asupra sănătății, obezitatea creează numeroase probleme, inclusiv dezavantaje în obținerea unui loc de muncă și costuri ridicate pentru întreprinderi. Aceste efecte sunt simțite la toate nivelurile societății, de la indivizi, la corporații, la guverne.
În anul 2005, costurile medicale atribuite obezității în Statele Unite au fost estimate la 190,2 miliarde USD, adică 20,6% din totalul cheltuielilor de sănătate, în timp ce costurile pentru probleme de obezitate în Canada erau estimate la 2 miliarde CAD în 1997 (2,4% din totalul cheltuielilor de sănătate). Costul total anual direct pentru supraponderabilitate și obezitate în Australia în anul 2005 a fost de 21 miliarde AUD. De asemenea, australienii supraponderali și obezi au beneficiat de subvenții guvernamentale în valoare de 35,6 miliarde AUD. Valoarea estimată a cheltuielilor anuale pe produse dietetice se situează între 40 miliarde USD și 100 miliarde USD numai în Statele Unite.
S-a constatat că programele de prevenire a obezității reduc costurile pentru tratamentele afecțiunilor asociate obezității. Totuși, cu cât speranța de viață este mai mare, cu atât costurile medicale cresc. Prin urmare, cercetătorii au ajuns la concluzia că reducerea obezității poate avea consecințe pozitive asupra sănătății publice, însă este puțin probabil să ducă la diminuarea cheltuielilor totale de sănătate.

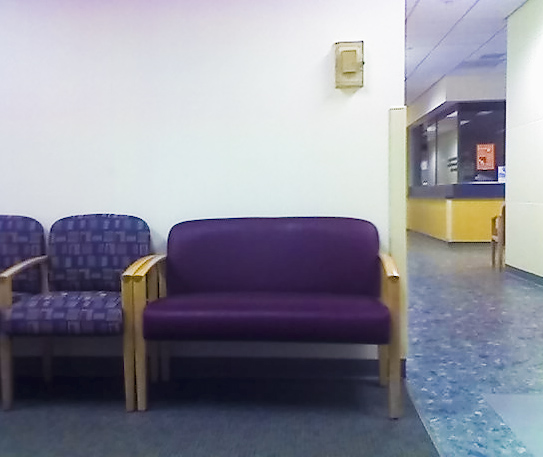
Serviciile publice trebuie să ofere persoanelor obeze echipamente speciale cum sunt scaunele supradimensionate.

 Obezitatea poate duce la stigmatizarea socială și dezavantajarea profesională. În comparație cu persoanele cu greutate normală, salariații obezi prezintă, în medie, rate mai ridicate de absenteism de la locul de muncă și au concedii medicale prelungite, ceea ce duce la creșterea costurilor pentru angajatori și scăderea productivității. Un studiu realizat asupra angajaților Universității Duke relevă faptul că persoanele cu un indice de masă corporală peste 40 au depus de două ori mai multe cereri de compensare a angajaților față de persoanele cu un indice de masă corporală de 18,5–24,9. De asemenea, persoanele din prima categorie au avut de 12 ori mai multe zile de absență. Majoritatea accidentelor în cazul acestora s-au produs în urma căderii și ridicării de greutăți, fiind afectate extremitățile inferioare, încheieturile sau mâinile și spatele. Comitetul de Asigurare a Angajaților din statul american Alabama a aprobat un plan controversat de taxare a angajaților obezi cu 25 USD pe lună dacă aceștia nu iau măsuri pentru reducerea greutății și ameliorarea sănătății proprii. Aceste măsuri au început a fi aplicate în ianuarie 2010 în cazul persoanelor cu un indice de masă corporală peste 35 kg/m2 care nu își îmbunătățesc starea sănătății după un an.
Unele studii demonstrează că probabilitatea de angajare și de promovare profesională în cazul persoanelor obeze este mai mică față de persoanele cu greutate normală. De asemenea, salariile persoanelor obeze sunt mai mici față de cele ale colegilor cu greutate normală pentru posturi echivalente. În medie, femeile obeze câștigă cu 6% mai puțin, iar bărbații obezi cu 3% mai puțin.
Anumite domenii, cum sunt aviația, medicina și industria alimentară se confruntă cu probleme speciale. Datorită creșterii ratei obezității, companiile aeriene se confruntă cu costuri mai mari pentru combustibil și presiuni de a produce scaune de dimensiuni mai mari. În anul 2000, greutatea suplimentară a pasagerilor obezi a costat companiile aeriene 275 milioane USD.  Industria de aparate medicale a fost nevoită să investească în echipamente speciale pentru îngrijirea persoanelor obeze, inclusiv echipamente speciale de ridicare și ambulanțe bariatrice. Costurile în cazul restaurantelor au crescut datorită acțiunilor în justiție intentate de clienți pe motivul că acestea determină apariția obezității. În anul 2005, Congresul Statelor Unite a dezbătut o lege care să împiedice procesele civile împotriva industriei alimentare pe motive legate de obezitate; totuși, legea nu a fost validată.

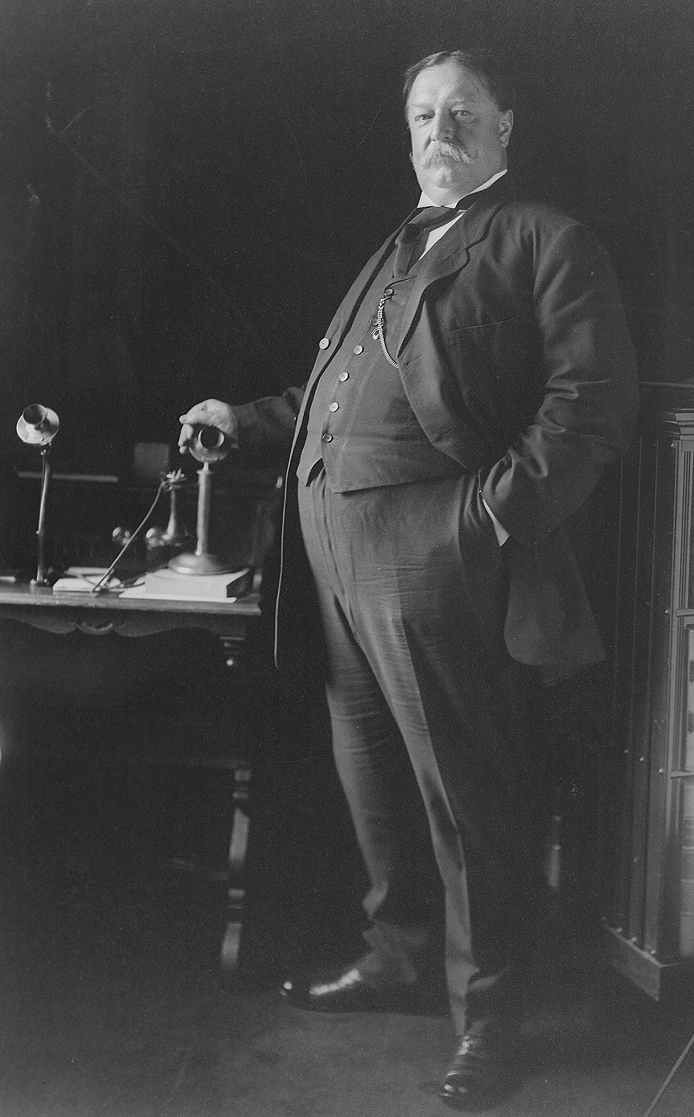
Președintele Statelor Unite William Howard Taft a fost deseori ridiculizat pentru că era supraponderal

Principalul scop al mișcării de acceptare a persoanelor grase este reducerea discriminării la adresa supraponderalilor și a obezilor. Cu toate acestea, unii partizani ai mișcării încearcă, de asemenea, să contrazică relația stabilită între obezitate și rezultatele negative privind sănătatea.
Există mai multe organizații care promovează acceptarea obezității. Vizibilitatea acestora a crescut în a doua jumătate a secolului  al XX-lea. Asociația americană NAAFA Asociația Națională pentru Promovarea Acceptării Persoanelor Grase a luat ființă în 1969 și se descrie drept o organizație care militează pentru drepturi civile, dedicată eliminării discriminării pe motive de greutate corporală. Cu toate acestea, activismul în slujba persoanelor grase rămâne o mișcare marginală.
Asociația Internațională pentru Acceptarea Greutății Corporale (ISAA) este o organizație neguvernamentală (ONG) fondată în 1997. Are mai mult o orientare globală, își descrie misiunea ca fiind promovarea acceptării greutății corporale, și își manifestă sprijinul pentru eliminarea discriminării din pricina greutății corporale. Aceste grupuri solicită adesea acceptarea obezității ca dizabilitate inclusă în Legea pentru americanii cu dizabilități (ADA). În ciuda acestui fapt, potrivit sistemului juridic american, costurile potențiale pentru sănătatea publică depășesc beneficiile extinderii acestei legi anti-discriminare la problema obezității.

## Obezitatea infantilă
Indicele sănătos de masă corporală variază în funcție de vârsta și sexul copilului. La copii și adolescenți, obezitatea este definită ca un IMC mai mare decât al percentilei de 95. Datele de referință pe care se bazează aceste procente provin din anii 1963-1994, nefiind, prin urmare, afectate de recentele creșteri ale ratelor obezității. Obezitatea infantilă a atins proporții epidemice în secolul al XXI-lea, având rate crescute atât în țările dezvoltate, cât și în țările în curs de dezvoltare. Ratele obezității la băieții din Canada au crescut de la 11% în anii 1980 la peste 30% în anii 1990, în timp ce, în aceeași perioadă, ratele înregistrate la copiii din Brazilia au crescut de la 4 la 14%.
Ca și în cazul obezității la adulți, există mai mulți factori care contribuie la creșterea ratelor de obezitate infantilă. Se consideră că modificarea dietei și reducerea activității fizice sunt cele mai importante cauze ale creșterii recente ale acestor rate. Cum obezitatea infantilă persistă adesea la maturitate și se asociază cu numeroase boli cronice, copiii obezi sunt testați adesea pentru hipertensiune, diabet, hiperlipidemie și steatoză hepatică. Tratamentele utilizate la copii sunt în principal intervenții în stilul de viață și tehnici comportamentale, deși eforturile de a crește activitatea copiilor se bucură de puțin succes. În Statele Unite, FDA nu aprobă tratamentele medicamentoase pentru această grupă de vârstă.

## Obezitatea la alte animale
Obezitatea animalelor de companie este frecventă în multe țări. Ratele de supraponderalitate și obezitate la câinii din Statele Unite sunt cuprinse între 23% și 41%, cu aproximativ 5,1% animale obeze. Ratele de obezitate la pisici sunt puțin peste 6,4%. În Australia rata obezității la câinii dintr-un cabinet veterinar s-a dovedit a fi 7,6%. Riscul de obezitate la câini este legat de prezența obezității la stăpânii lor; cu toate acestea, nu există o relație similară între pisici și stăpânii lor.

## Mai multe informații
- Obezitate pe Curlie
- Fumento, Michael (1997). The Fat of the Land: Our Health Crises and How Overweight Americans can Help Themselves. New York: Penguin Books. ISBN 0-14-026144-3.
- Keller, Kathleen (2008). Encyclopedia of Obesity. Thousand Oaks, Calif: Sage Publications, Inc. ISBN 1-4129-5238-7.
- Kolata, Gina (2007). Rethinking Thin: The new science of weight loss –and the myths and realities of dieting. Picador. ISBN 0-312-42785-9.
- Kopelman, Peter G. (2005). Clinical obesity in adults and children: In Adults and Children. Blackwell Publishing. p. 493. ISBN 1-4051-1672-2.
- Levy-Navarro, Elena (2008). The Culture of Obesity in Early and Late Modernity. Palgrave Macmillan. ISBN 0-230-60123-5.
- Pool, Robert (2001). Fat: Fighting the Obesity Epidemic. Oxford, UK: Oxford University Press. ISBN 0-19-511853-7.